# Liberation Day
Liberation Day est un jeu vidéo de stratégie au tour par tour développé par Les Productions Micomeq et publié par Interactive Magic en 1998 sur PC. Le jeu se déroule dans un univers de science-fiction. Le joueur y commande une force d’intervention chargé de secourir une colonie terrienne menacé par trois races d’extraterrestres hostiles. Le jeu propose une campagne, composée de scénarios qui s’enchainent de manière linéaire. Chaque scénario correspond à une bataille et entre chacun d’eux, le joueur gagne des ressources qui lui permettent de développer son quartier général. En fonction des bâtiments qui y sont disponibles, l’armée utilisée par le joueur lors des scénarios peut ainsi inclure différents types d’infanterie, de blindés, d’artillerie et d’unités navales et aériennes.  Les batailles se déroulent au tour par tour  à l’échelle tactique. À sa sortie, le jeu est très critiqué par le journaliste Tim Carter du magazine Computer Gaming World qui lui reproche d’être trop simple, de « planter régulièrement » et de proposer une documentation insuffisante.
Il était offert dans le numéro 11 (juin 1998) de PC Jeux.

## Accueil
| Liberation Day        |      |       |
| Média                 | Pays | Notes |
| Computer Gaming World | US   | 2.5/5 |
| Cyber Stratège        | FR   | 3/5   |
| PC Gamer UK           | GB   | 38 %  |
| PC Zone               | UK   | 43 %  |